# Последња кућа са леве стране
Последња кућа са леве стране (енгл. The Last House on the Left) је амерички хорор филм из 1972. године, рађен по истинитим догађајима, у режији Веса Крејвена, што је уједно и његов редитељски деби. У главним улогама су: Дејвид Хес, Сандра Пибади, Луси Грантам и Фред Линколн.
Године 2009. снимљен је веома успешан римејк филма који нa cajтy IMDb имa 6.5 звeздицa, штo je зa пoлa звeздицe више од филма из 1972.
Ово је један од најпознатијих примера веома нискобуџетних филмова који су остварили велики успех.

## Радња
Група бегунаца из затвора нападају Филис Стоун и Мари Колингвуг, које су пошле да прославе Мерин роћендан. Након што их обе убију на застрашујућ начин, Марини родитељи желе освету.

## Улоге
| Глумац        | Улога                  |
| ------------- | ---------------------- |
| Дејвид Хес    | Круг Стило             |
| Сандра Пибади | Мари Колингвуд         |
| Луси Грантам  | Филис Стоун            |
| Фред Линколн  | Фред „Ласица" Подовски |
| Џерејми Рејн  | Сејди                  |
| Марк Шефлер   | Јуниор Стило           |
| Ситнија Кар   | Естела Колингвуд       |
| Гајлорд Џејмс | др Џон Колингвуд       |
| Маршал Анкер  | шериф                  |
| Мартин Ков    | заменик шерифа         |
| Ада Вашингтон | Ада                    |
| Стив Мајнер   | хипи полицајац         |